# Neo Geo Pocket

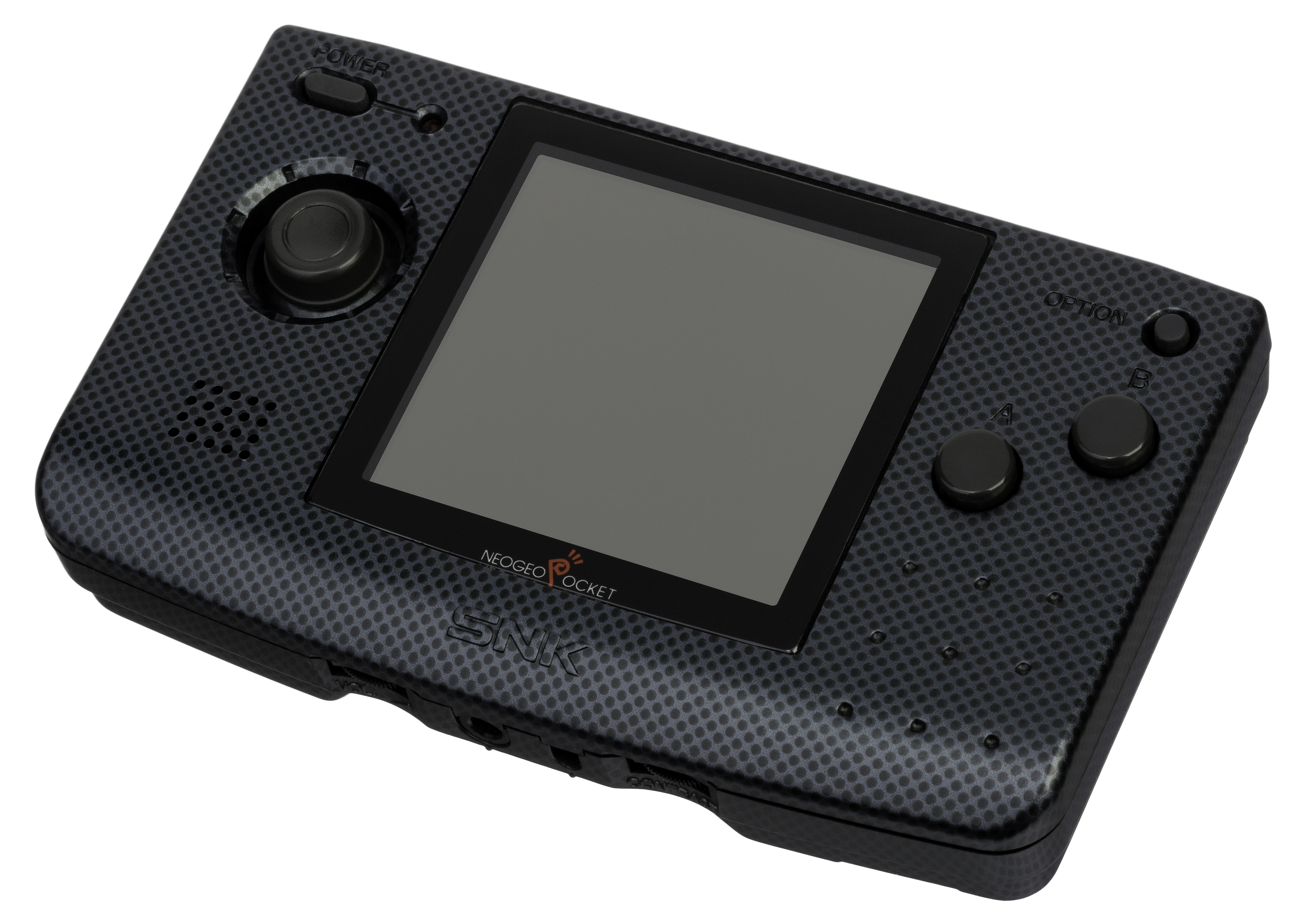
Neo Geo Pocket

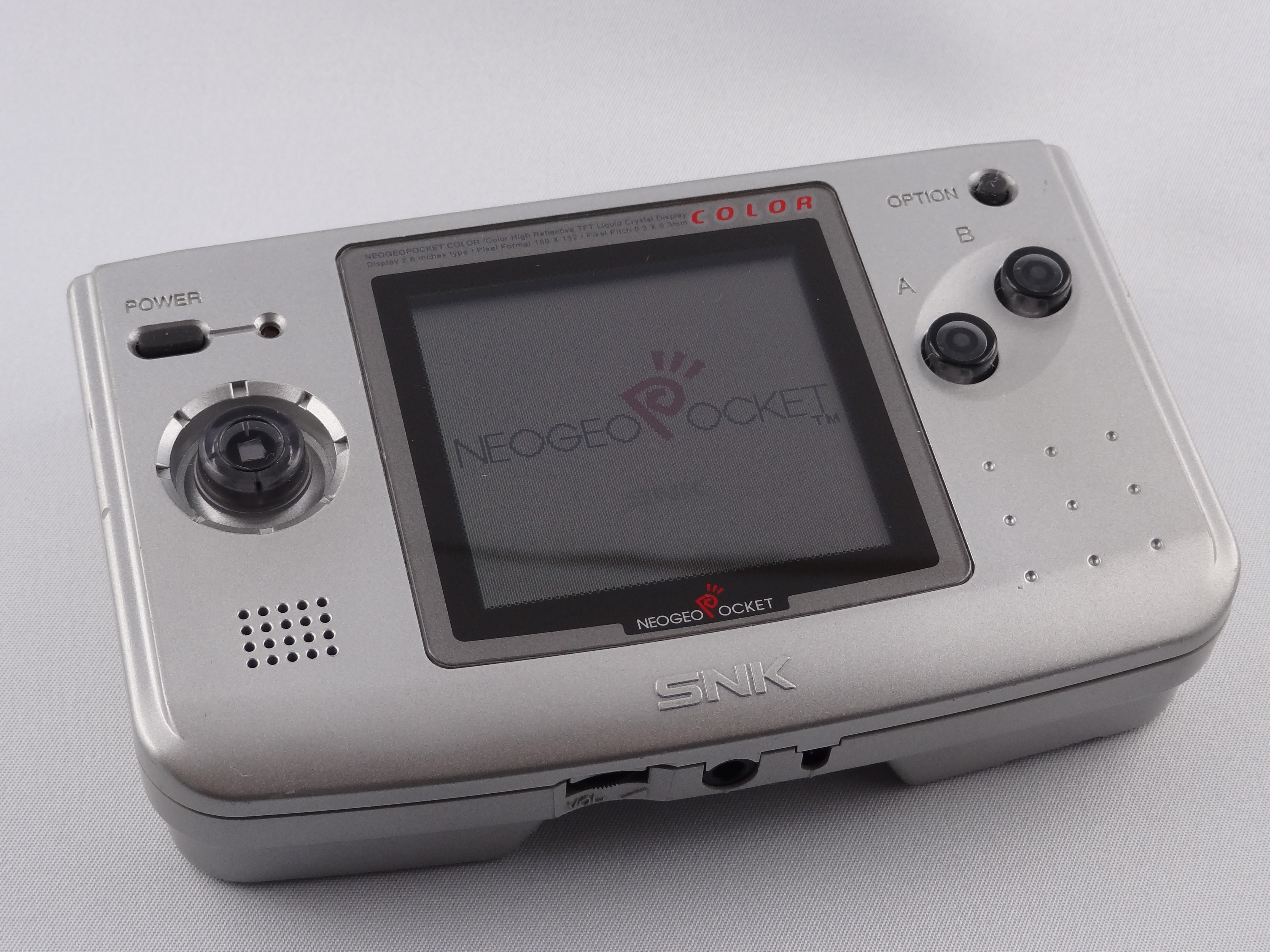
Neo Geo Pocket Color

O Neo Geo Pocket era um console de quinta geração, o primeiro portátil da SNK (industria fabricante do console). Era um console simples comparado a o famoso Game Boy ou a o Neo Geo.
Infelizmente para o azar da SNK uma semana antes de seu lançamento a Nintendo lançou o Game Boy Color, desmoronando as vendas do Neo Geo Pocket. A SNK vendo o problema depois de 5 meses inteiros de trabalho lançou o Neo Geo Pocket Color que acabou fazendo com que o Neo Geo Pocket tivesse uma vida curta, lançado no final de 1998 e descontinuado no inicio de 1999.
10 jogos foram feitos para este console, 5 lançados em versão colorida e renovada no Neo Geo Pocket Color. Dos títulos lançados para o console colorido, cerca de 50 deles são compatíveis com o Neo Geo Pocket.

## Especificações Técnicas
- CPU de núcleo de alto desempenho Toshiba TLCS -900H de 16 bits
- Configuração do banco de registro de 32 bits / 16 bits a 6,144  MHz
- Tela virtual 256 × 256, 16 paletas por plano, 64 sprites por quadro
- CPU Z80 de 8 bits para controlar a passagem de som
- SN76489 equivalentes (três geradores de onda quadrada de tom, um gerador de ruído branco, e acesso directo a duas chip de som conversores digital-para-analógico )
- [ SIO serial de E / S , um canal a 19200 bits / s
- Memória interna de 4 bits

## Jogos
- Estrelas de beisebol
- Rei dos Lutadores R-1
- Diário de Crescimento de Melon-chan (sem divulgação na UE)
- Neo Cherry Master (sem lançamento na UE)
- Taça Neo Geo 98
- Tênis de Bolso
- Quebra-cabeça Link (sem versão da UE)
- Samurai Shodown
- Syougi no Tatsujin - Mestre em Syougi (nenhuma versão da UE)